# Бобичи

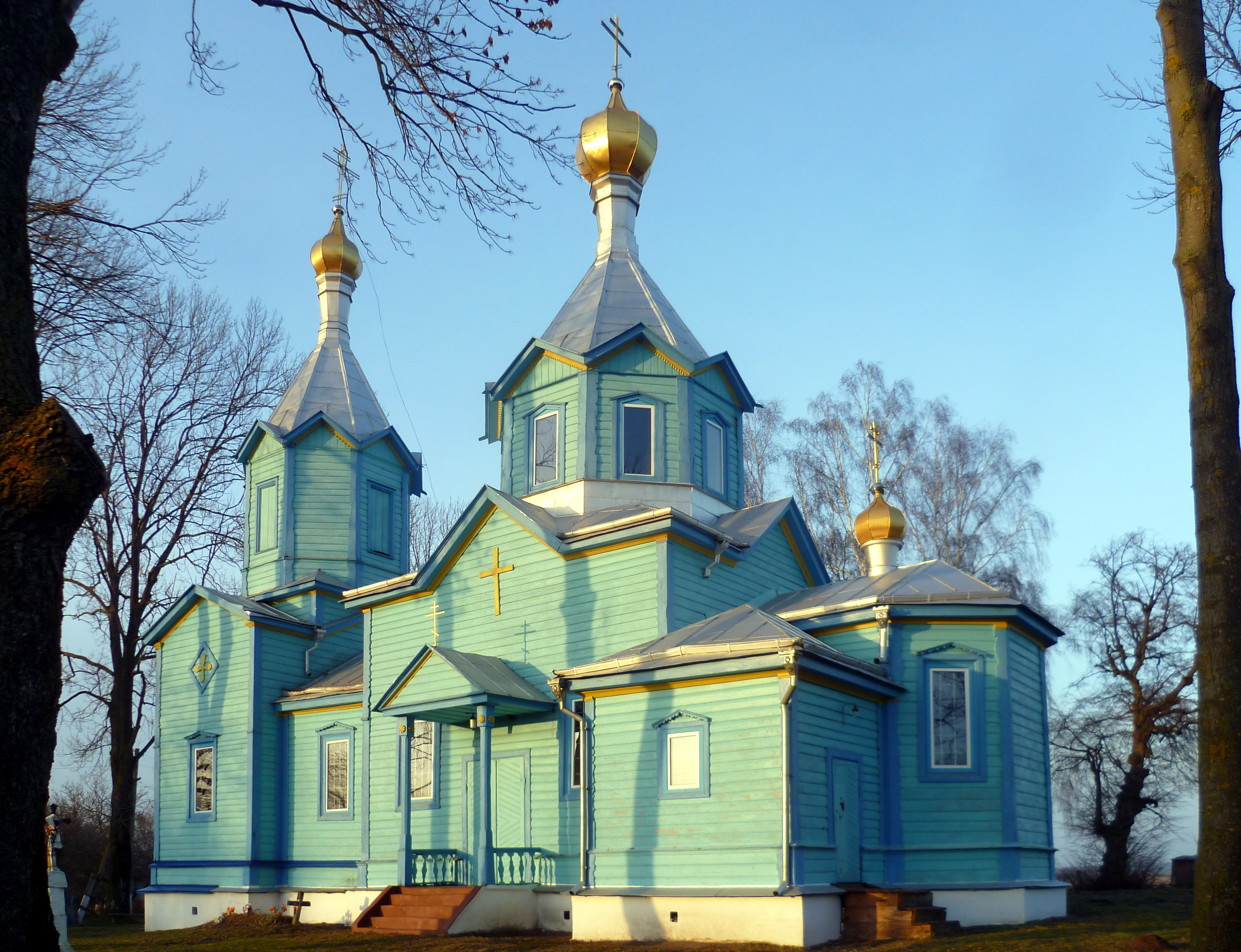
Свято-Покровская церковь (1904 года постройки)

Бобичи (укр. Бобичі) — село в Зимневской сельской общине Владимирского района Волынской области Украины.
Население по переписи 2001 года составляет 144 человека. Почтовый индекс — 44763. Телефонный код — 3342. Занимает площадь 0,677 км².